# Do Gonvīr
Do Gonvīr (persiska: دو گنویر) är en ort i Iran.   Den ligger i provinsen Hormozgan, i den sydöstra delen av landet, 1 200 km sydost om huvudstaden Teheran. Do Gonvīr ligger 828 meter över havet och antalet invånare är 292.
Terrängen runt Do Gonvīr är kuperad. Runt Do Gonvīr är det glesbefolkat, med 8 invånare per kvadratkilometer. Do Gonvīr är det största samhället i trakten. Trakten runt Do Gonvīr är ofruktbar med lite eller ingen växtlighet.